# ريتشارد بيكيت
ريتشارد بيكيت (بالإنجليزية: Richard Beckett)‏ هو صحفي أسترالي، ولد في 1936، وتوفي في 1987.